# Fire år til
Fire år til er en svensk romantisk komediefilm fra 2010 instrueret af Tova Magnusson. Filmen fik premiere den 26. november 2010.

## Handling
Da David en dag pludselig bliver forelsket, er problemet ikke, at han allerede er gift. Problemet er ikke engang, at han bliver forelsket i en mand. Problemet er, at manden, han er forelsket i, Martin, er den absolut sidste person i verden, han kan forelske sig i. Hvis det ikke lykkes dem at skjule deres kærlighed, truer en offentlig skandale, som kan ødelægge deres karrierer! De to gør mange krumspring for at holde skandalen fra døren, og til tider er dette mere komisk end effektivt.

## Medvirkende
- Björn Kjellman som David Holst
- Eric Ericson som Martin
- Tova Magnusson som Fia
- André Wickström som Jörgen
- Sten Ljunggren som Josef
- Iwar Wiklander som Sven
- Jacob Nordenson som Edvard
- Richard Ulfsäter som Hugo
- Annika Lantz som sig selv